# Le Volant d’Or de Toulouse
Le Volant d’Or de Toulouse ist ein internationales Badmintonturnier, welches in Toulouse in Frankreich ausgetragen wird.
Das Turnier wird seit 1996 jährlich ausgetragen, fand jedoch 2001 und 2005 nicht statt. Der Wettkampf ist auch als Toulouse International und Toulouse Open bekannt. 2007 bis 2009 gehörte der Volant d’Or de Toulouse mit 15.000 US-Dollar Preisgeld zum BE Circuit. Seit 2010 fanden keine Austragungen mehr statt.

## Die Sieger
| Saison    | Herreneinzel            | Dameneinzel         | Herrendoppel                       | Damendoppel                           | Mixed                                 |
| --------- | ----------------------- | ------------------- | ---------------------------------- | ------------------------------------- | ------------------------------------- |
| 1996      | Pawel Uwarow            | Sandra Dimbour      | Vladislav Druzchenko Pawel Uwarow  | Neli Boteva Diana Koleva              | Svetoslav Stoyanov Diana Koleva       |
| 1997      | Thomas Wapp             | Elena Nozdran       | Mihail Popov Svetoslav Stoyanov    | Elena Nozdran Viktoria Evtuschenko    | Valerij Strelcov Elena Nozdran        |
| 1998      | Konstantin Tatranov     | Elena Nozdran       | Mihail Popov Svetoslav Stoyanov    | Elena Nozdran Viktoria Evtuschenko    | Michael Keck Nicol Pitro              |
| 1999      | Pullela Gopichand       | Marina Andrievskaia | Mihail Popov Svetoslav Stoyanov    | Nicol Pitro Anika Sietz               | Michael Keck Nicol Pitro              |
| 2000      | Xie Yangchun            | Xu Huaiwen          | Vincent Laigle Svetoslav Stoyanov  | Nicol Pitro Nicole Grether            | Björn Siegemund Nicol Pitro           |
| 2001      | nicht ausgetragen       | nicht ausgetragen   | nicht ausgetragen                  | nicht ausgetragen                     | nicht ausgetragen                     |
| 2002      | Kasper Ødum             | Zeng Yaqiong        | Vincent Laigle Svetoslav Stoyanov  | Akiko Nakashima Chihiro Ohsaka        | Jonas Glyager Jensen Majken Vange     |
| 2003      | Nikhil Kanetkar         | Tine Rasmussen      | Frédéric Mawet Wouter Claes        | Kamila Augustyn Nadieżda Kostiuczyk   | Vladislav Druzchenko Elena Nozdran    |
| 2004      | Chetan Anand            | Ella Karachkova     | Sanave Thomas Rupesh Kumar         | Anastasia Russkikh Petya Nedelcheva   | Svetoslav Stoyanov Anastasia Russkikh |
| 2005      | nicht ausgetragen       | nicht ausgetragen   | nicht ausgetragen                  | nicht ausgetragen                     | nicht ausgetragen                     |
| 2006      | Ville Lång              | Ella Karachkova     | Alexandr Nikolaenko Vitaliy Durkin | Nina Vislova Valeria Sorokina         | Alexandr Russkikh Anastasia Russkikh  |
| 2007      | Przemysław Wacha        | Tracey Hallam       | Carsten Mogensen Mathias Boe       | Elin Bergblom Johanna Persson         | Ingo Kindervater Kathrin Piotrowski   |
| 2008      | Andre Kurniawan Tedjono | Olga Konon          | Richard Eidestedt Andrew Ellis     | Shendy Puspa Irawati Meiliana Jauhari | Fran Kurniawan Shendy Puspa Irawati   |
| 2009      | Rajiv Ouseph            | Ella Diehl          | Chris Langridge Robin Middleton    | Valeria Sorokina Nina Vislova         | Robert Mateusiak Nadieżda Kostiuczyk  |
| seit 2010 | nicht ausgetragen       | nicht ausgetragen   | nicht ausgetragen                  | nicht ausgetragen                     | nicht ausgetragen                     |